# Audun-le-Tiche
Audun-le-Tiche är en kommun i departementet Moselle i regionen Grand Est (tidigare regionen Lorraine) i nordöstra Frankrike. Kommunen ligger i kantonen Fontoy som tillhör arrondissementet Thionville-Ouest. År 2022 hade Audun-le-Tiche 7 268 invånare.

## Befolkningsutveckling
Antalet invånare i kommunen Audun-le-Tiche
| Referens: INSEE |